# Ond aning
Ond aning (eng: Premonition) är en amerikansk dramathrillerfilm från 2007, i regi av Mennan Yapo och med Sandra Bullock och Julian McMahon i huvudrollerna. Filmen hade biopremiär den 16 mars 2007 i USA och 31 augusti i Sverige.

## Handling
Det borgerliga paret Linda Hanson och Jim Hanson lever i en bortkastad och rutinmässig relation med sina två döttrar, i sitt bekväma hus i förorten. På en torsdag morgon får Linda besök av den lokala sheriffen, som berättar att hennes man har dött i en bilolycka dagen innan. På morgonen, när Linda vaknar, finner hon till sin förvåning Jim helt välbehållen. När hon vaknar på morgonen inser hon att hennes dagar är i huller och buller, men hennes familj och vänner tror att hon är galen.

## Rollista
- Sandra Bullock - Linda Hanson
- Julian McMahon - Jim Hanson
- Nia Long - Annie
- Kate Nelligan - Joanne
- Amber Valletta - Claire Francis
- Peter Stormare - Dr. Norman Roth
- Marc Macaulay - Sheriff Reilly
- Courtney Taylor Burness - Bridgette Hanson
- Shyann McClure - Megan Hanson
- Jude Ciccolella - Fader Kennedy
- E.J. Stapleton - Försäljare